# Isla del Aire
La isla del Aire (o illa de l'Aire en catalán) es un islote situado frente a la costa sudeste de Menorca (Islas Baleares), más concretamente frente a Punta Prima, San Luis.
Su superficie total es de 34 hectáreas y su perímetro alcanza los 3.300 m. Como máximo se alza 15 m sobre el nivel del mar y destaca la instalación de un faro.
En este islote se encuentra una lagartija endémica de la subespecie Podarcis lilfordi lilfordi (GÜNTHER, 1874), más conocida en Menorca como sargantana negra, que al alejarla de su hábitat cambia su coloración oscura por la típica coloración verdosa de las lagartijas corrientes.
Tiene una población de 300 conejos, animal introducido en tiempos pasados, que sirvió en el año 2000 para probar una vacuna doble contra la mixomatosis  y la enfermedad vírica hemorrágica o EVH.